# The Ultimate Death Worship
Albums de Limbonic Art
Ad Noctum Dynasty of Death
(1999) Legacy of Evil
(2007)
The Ultimate Death Worship est le cinquième album du groupe de black metal symphonique norvégien Limbonic Art. L'album est sorti en 2002 sous le label Nocturnal Art Productions.

## Musiciens
- Vidar "Daemon" Jensen : Chant, Guitare
- Krister "Morfeus" Dreyer : Chant, Guitare, Claviers

## Liste des morceaux
1. The Ultimate Death Worship
2. Suicide Commando
3. Purgatorial Agony
4. Towards the Oblivion of Dreams
5. Last Rite for the Silent Darkstar
6. Interstellar Overdrive
7. From the Shades of Hatred
8. Funeral of Death